# 摩根·帕拉
摩根·帕拉（法語：Morgan Parra；1988年11月15日—）是一位法國橄欖球運動員。他是法國國家橄欖球隊的一員，代表法國參加了2015年世界盃橄欖球賽。